# Kanton Viry-Châtillon
Kanton Viry-Châtillon is een kanton van het Franse departement Essonne. Het kanton maakt deel uit van het arrondissement Évry. Het heeft een oppervlakte van 10,94 km² en telt 58.971 inwoners in 2018.

## Gemeenten
Het kanton Viry-Châtillon omvatte tot 2014 enkel de gemeente Viry-Châtillon.
Door de herindeling van de kantons bij decreet van 24 februari 2014 met uitwerking op 22 maart 2015 is daar de gemeente Grigny aan toegevoegd.